# Зігурд Зегер
Зігурд Зегер (нім. Sigurd Seeger; 6 липня 1920, Цюлліхау — 25 серпня 2005, Гамбург) — німецький офіцер-підводник, оберлейтенант-цур-зее крігсмаріне.

## Біографія
16 вересня 1939 року вступив на флот. З 1 лютого 1941 року служив на есмінці «Ріхард Байцен». З 8 червня по 5 вересня 1942 року пройшов практику вахтового офіцера на підводному човні U-560. З 6 вересня 1942 року — 1-й вахтовий офіцер на U-382. З 1 жовтня по 22 листопада 1943 року пройшов курс командира човна. З 23 листопада 1943 року — інструктор навчального з'єднання при вищому командуванні торпедних училищ. 18-21 червня 1944 року виконував обов'язки командира U-348. З 17 липня 1944 по 9 травня 1945 року — командир U-1203, на якому здійснив 1 похід (15 січня — 30 березня 1945). 24 лютого потопив британський допоміжний траулер «Елсмір» водотоннажністю 580 тонн; всі 37 членів екіпажу загинули. В травні 1945 року взятий в полон британськими військами. 27 березня 1947 року звільнений.

## Звання
- Кандидат в офіцери (16 вересня 1939)
- Морський кадет (1 лютого 1940)
- Фенріх-цур-зее (1 липня 1940)
- Оберфенріх-цур-зее (1 липня 1941)
- Лейтенант-цур-зее (1 березня 1942)
- Оберлейтенант-цур-зее (1 жовтня 1943)

## Нагороди
- Залізний хрест
  - 2-го класу (11 березня 1943)
  - 1-го класу (8 вересня 1943)
- Нагрудний знак підводника (11 березня 1943)